# 1201
- Wikisource

| Calendário gregoriano                                                        | 1201 MCCI                                             |
| Ab urbe condita                                                              | 1954                                                  |
| Calendário arménio                                                           | 650 – 651                                             |
| Calendário bahá'í                                                            | -643 – -642                                           |
| Calendário budista                                                           | 1745                                                  |
| Calendário chinês                                                            | 3897 – 3898 Início a 6 de fevereiro (aproximadamente) |
| Calendário copta                                                             | 917 – 918                                             |
| Calendário etíope                                                            | 1193 – 1194                                           |
| Calendários hindus - Vikram Samvat - Calendário nacional indiano - Cáli Iuga | 1256 – 1257 1122 – 1123 4301 – 4302                   |
| Calendário Holoceno                                                          | 11201                                                 |
| Calendário islâmico                                                          | 597 – 598                                             |
| Calendário judaico                                                           | 4961 – 4962                                           |
| Calendário persa                                                             | 579 – 580                                             |
| Calendário rúnico                                                            | 1451                                                  |
| Calendário solar tailandês                                                   | 1744                                                  |

1201 (MCCI, na numeração romana) foi um ano comum, o primeiro ano do século XIII do Calendário Juliano, da Era de Cristo, e a sua letra dominical foi G (52 semanas), teve início numa segunda-feira e terminou também numa segunda-feira.
No reino de Portugal estava em vigor a Era de César que já contava 1239 anos.
| Ano completo                         |
| ------------------------------------ |
| Ano comum com início à segunda-feira |

## Eventos
- 1 de janeiro - Início do século XIII.
- 15 de agosto - O rei Sancho I entrega uma carta de Foral aos povoadores de Sesimbra.
- A vila de Riga torna-se numa cidade.

## Nascimentos
- 30 de maio - Teobaldo I de Navarra m. 1253, conde de Champagne e rei de Navarra.
- 5 de setembro - Alice de Thouars, Duquesa titular da Bretanha (m. 1221)

## Mortes
- 24 de Maio - Teobaldo III de Champagne, conde de Troyes e de Meaux, França, nasceu em 13 de Maio de 1179.
- Inês de Merânia, n. 1172, foi rainha consorte de França, terceira esposa de Filipe II de França.
- Léonin,(n.1135), foi um compositor francês que fez parte da Escola de Notre-Dame